# 长乐站 (韩国)
長樂站（：／ Jangnak yeok */?）曾經为韩国铁路太白线上的一座鐵路站，位于忠清北道堤川市義岩洞，已于2013年废止。

## 历史
- 1949年11月15日 - 落成启用。
- 2013年10月17日 - 停止使用[1]。